# November to Remember 1996
November to Remember 1996 fu un evento organizzato dalla federazione Extreme Championship Wrestling (ECW); si svolse il 16 novembre 1996 presso l'ECW Arena di Filadelfia, Pennsylvania, Stati Uniti.
All'epoca questo fu l'evento di maggior successo nella storia dell'ECW e i biglietti andarono esauriti con quattro ore di anticipo, con un pubblico di 1,500 fan nell'arena, il maggior numero di spettatori per uno show della compagnia fino a quel momento.
Il main event fu un tag team match, nel quale Terry Funk e Tommy Dreamer sconfissero Shane Douglas e Brian Lee. Nel penultimo match, Sandman difese la cintura ECW World Heavyweight Championship contro Raven, con Raven che portò a bordo ring l'ex moglie di Sandman, Lori, e il figlio, Tyler. La lotta intestina  nei Dudley Brothers vide Buh Buh Ray Dudley sconfiggere D-Von Dudley.
L'edizione 1996 di November to Remember fu notevole per il debutto della stable Blue World Order, una parodia del New World Order della WCW. Inoltre l'evento comprese l'ultima apparizione  di 2 Cold Scorpio prima del suo approdo nella World Wrestling Federation (WWF).

## Evento
Dopo un promo di Taz, nel quale annunciò che la ECW avrebbe prodotto il suo primo evento in pay-per-view, chiamato Barely Legal, e avvisò Paul Heyman che avrebbe affrontato Sabu all'evento; fu la volta dell'esordio del Blue World Order (Stevie Richards, The Blue Meanie & Super Nova), con Richards, Meanie e Nova che si autodefinirono "Big Stevie Cool", "The Blue Guy" e "Hollywood Nova" rispettivamente. Dopo un segmento dove promossero il debutto del BWO, Stevie sconfisse David Tyler Morton Jericho.
Nel match seguente Axl Rotten sconfisse Hack Meyers dopo un double underhook DDT effettuato sopra una sedia d'acciaio.
Poi, Buh Buh Ray Dudley affrontò D-Von Dudley. D-Von controllò le prime fasi dell'incontro e fece sanguinare Buh Buh. L'azione si spostò fuori ring dove i due lottatori continuarono a picchiarsi in mezzo alla folla. D-Von tentò di colpire Buh Buh con una sedia ma, Buh Buh eseguì un contrattacco e lo colpì con un superplex e un powerbomb, seguiti da una splash, quest'ultima però schivata da D-Von. D-Von tentò quindi di colpirlo ancora con una sedia ma Buh Buh lo colpì con la sua mossa Buh Buh Cutter ottenendo la vittoria. Dopo il match, Axl Rotten attaccò Buh Buh e Spike Dudley corse in suo aiuto.
Rob Van Dam e Sabu affrontarono The Eliminators (Perry Saturn & John Kronus) per determinare gli sfidanti numero uno ai titoli World Tag Team Championship. Verso la fine del match, Saturn colpì RVD con un moonsault dalla seconda corda prima che scadesse il limite di tempo fissato a 21 minuti. Il Commissioner ECW Tod Gordon fece ripartire il match con 5 minuti extra di tempo. Il match rimase in stallo, finirono anche i 5 minuti supplementari e Saturn chiese altri 5 minuti. Dopo un batti e ribatti, Sabu e Saturn si scontrarono tra loro e finì di nuovo il limite di tempo e Gordon annunciò allora che entrambi i team avrebbero sfidato i campioni di coppia The Gangstas (Mustafa Saed e New Jack) in un three-way dance quella sera stessa.
Nel match seguente Mikey Whipwreck sconfisse Chris Candido dopo un piledriver seguito da una Blonde Bombshell.
I Gangstas difesero il World Tag Team Championship vincendo il match.
2 Cold Scorpio lottò in una serie di incontri con vari jobber. Tutti gli incontri avevano la stipulazione "loser leaves town match", secondo la quale il perdente avrebbe dovuto lasciare la federazione. Dopo aver battuto Devon Storm, J.T. Smith	e Hack Meyers, alla fine fu Louie Spicolli che riuscì a sconfiggerlo. Al termine del match, scoppiò una rissa tra Taz e Sabu.
The Sandman difese il titolo World Heavyweight Championship contro Raven. Durante il match, Raven portò a bordo ring l'ex moglie di Sandman, Lori Fullington e il figlio Tyler. Nonostante l'interferenza da parte del Blue World Order, Sandman riuscì a vincere l'incontro colpendo Raven con un DDT e mantenne la cintura.
Nel main event, Terry Funk & Tommy Dreamer affrontarono Shane Douglas & Brian Lee. Beulah McGillicutty si fece vedere a bordo ring per contrastare le interferenze di Francine, ma Douglas la mise fuori combattimento con un belly-to-belly suplex. L'azione proseguì fuori dal ring dove Dreamer colpì Lee con una telecamera prima che Funk eseguisse un DDT su di lui ottenendo la vittoria.

## Risultati
| N. | Risultati | Stipulazione                                                                              | Durata |
| -- | --- | ----------------------------------------------------------------------------------------- | ------ |
| 1  | Big Stevie Cool (con The Blue Meanie e Super Nova) sconfisse David Tyler Morton Jericho                                | Single match                                                                              | 09:25  |
| 2  | Axl Rotten sconfisse Hack Meyers                                                                                       | Single match                                                                              | 04:25  |
| 3  | Buh Buh Ray Dudley (con Sign Guy Dudley) sconfisse D-Von Dudley                                                        | Single match                                                                              | 10:20  |
| 4  | The Eliminators (Saturn & Kronus) vs. Sabu & Rob Van Dam terminò in pareggio per limite di tempo                       | Tag team match per determinare i primi sfidanti al titolo ECW World Tag Team Championship | 26:55  |
| 5  | Chris Candido sconfisse Mikey Whipwreck                                                                                | Single match                                                                              | 11:54  |
| 6  | The Gangstas (Mustafa & New Jack) (c) sconfissero The Eliminators (Saturn & Kronus) e Sabu & Rob Van Dam               | Three-Way Dance per l'ECW World Tag Team Championship                                     | 08:54  |
| 7  | 2 Cold Scorpio sconfisse Devon Storm                                                                                   | Loser leaves town match                                                                   | 01:00  |
| 8  | 2 Cold Scorpio sconfisse J.T. Smith                                                                                    | Loser leaves town match                                                                   | 00:32  |
| 9  | 2 Cold Scorpio sconfisse Hack Meyers                                                                                   | Loser leaves town match                                                                   | 01:15  |
| 10 | Louie Spicolli sconfisse 2 Cold Scorpio                                                                                | Loser leaves town match                                                                   | 02:14  |
| 11 | The Sandman (c) sconfisse Raven (con Stevie Richards, The Blue Meanie, Super Nova, Lori Fullington e Tyler Fullington) | Single match per l'ECW World Heavyweight Championship                                     | 15:07  |
| 12 | Terry Funk & Tommy Dreamer sconfissero Shane Douglas & Brian Lee (con Francine)                                        | Tag team match                                                                            | 26:12  |